# Giuseppe Trabucchi

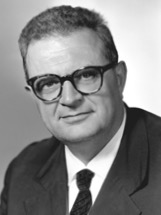

Giuseppe Trabucchi (* 29. Juni 1904 in Verona; † 6. Dezember 1975 in Verona) war ein italienischer Rechtsanwalt und Politiker der Democrazia Cristiana.
Trabucchi studierte Rechtswissenschaften. Von 1953 bis 1972 war er Mitglied des Senato della Repubblica.